# Le Bouchet-Mont-Charvin
Le Bouchet-Mont-Charvin è un comune francese di 242 abitanti situato nel dipartimento dell'Alta Savoia nella regione del Rodano-Alpi.
Fino al 2013 si è chiamato Le Bouchet.
Nel territorio comunale nasce il fiume Chaise.

## Società

### Evoluzione demografica
Abitanti censiti